# Erik Boije (1588–1647)
Erik Boije, död 29 september 1588 i Pernå församling, död 10 januari 1647 i Pernå församling, var en militär.

## Biografi
Erik Boije föddes 1588 på Isnäs i Pernå församling. Han var son till lagmannen Mårten Boije och Margareta Hansdotter. Boije blev 1610 hövitsman för skidkarlar och 1612 kvartermästare vid Daniel Lyklys skotska fana Livland. Han blev 1614 löjtnant vid finskal adelsfanan och fick samma år 24 september en donation på gods i Sääksmäki socken. Boije fick 8 februari stadsfästelsebrev på sina frälsegods och blev 1617 generallöjtnant över Österbottens fotfolk. Han blev sedan överstelöjtnant vid ett regemente svenskt fotfolk. Boije avled 1647 på Isnäs i Pernå församling och begravdes 28 mars samma år i Pernå kyrka.

### Egendom
Boije ägde Isnäs i Pernå socken.

### Familj
Boije gifte sig första gången med Anna Fleming (död 1632), dotter av ståthållaren Lars Fleming och Anna Horn af Kanckas. De fick tillsammans barnen underjägmästaren Erik Boije (död 1668), vice amiralen Christer Boije (död 1679), kapten Claes Anders Boije, Christina Boije som var gift med ryttmästaren Otto Bergh och översten Ernst Forbes och Margareta Boije (död 1671) som var gift med översten Johan Clausson Ritter von Reitagshausen vid Tavastehus läns infanteriregemente.
Boije gifte sig andra gången 28 september 1633 med Beata Wachtmeister, dotter av fältöversten Hans Wachtmeister och Beata Stålarm. Wachtmeister var änka  efter amiralen Claes Uggla.